# ذو 24 وجها حدئيا

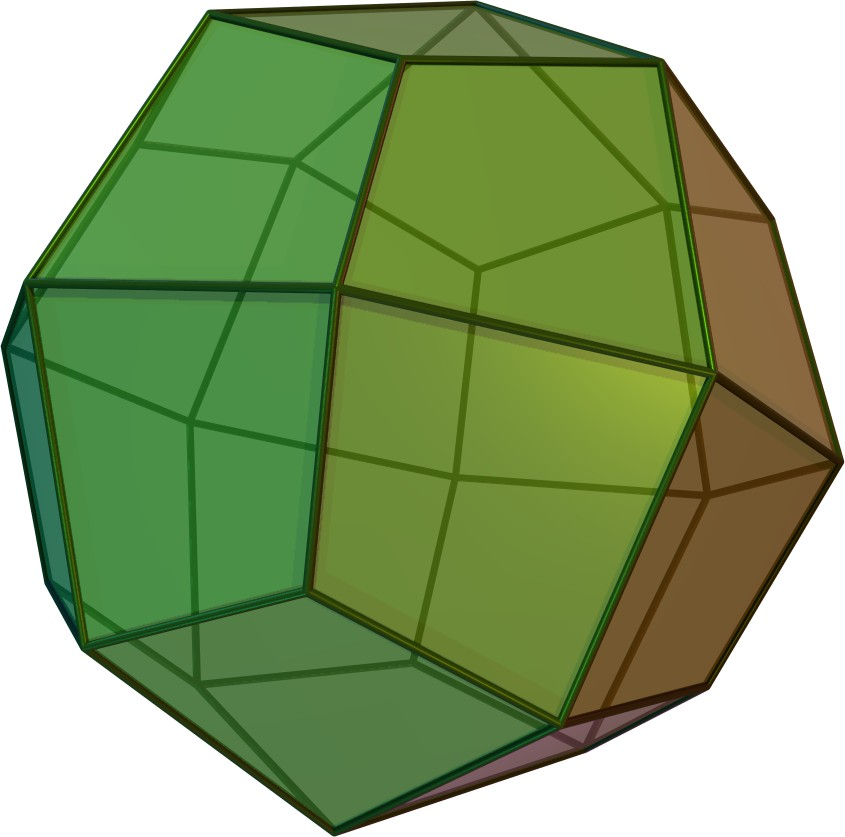
ذو أربعة وعشرين وجهًا حَدَئِيًّا
(انظر النموذج الدوَّار ووالنموذج الثلاثي الأبعاد)

في الهندسة، ذو أربعة وعشرين وجهًا حَدَئِيًّا (بالإنجليزية: Deltoidal icositetrahedron) هو أحد مجسمات كاتالان. وجوهها الـ 24 على شكل حِدْآن متطابقة. يرتبط ذو 24 وجهًا حدئيًا، الذي ثِنْوِيُّهُ هو المجسم المكعبي الثماني المعيني (المتسق)، ارتباطًا وثيقًا بذي 24 وجهًا حدئيًا الزائف، الذي ثِنْوِيُّهُ هو المجسم المكعبي الثماني المعيني الزائف [الإنجليزية]
؛ ولكن لا ينبغي الخلط بين ذي 24 وجهًا حدئيًا الفعلي والزائف.